# Kavisuryanagar
Kavisuryanagar is een stad en “notified area” in het district Ganjam van de Indiase staat Odisha. 

## Demografie
Volgens de Indiase volkstelling van 2001 wonen er 16.092 mensen in Kavisuryanagar, waarvan 52% mannelijk en 48% vrouwelijk is. De plaats heeft een alfabetiseringsgraad van 62%. 